# Краснилівка
Красни́лівка — село в Україні, у Камінь-Каширській громаді Камінь-Каширського району Волинської області. Населення становить 480 осіб.

## Географія
Село розташоване на правому березі річки Турії. Поруч з селом розташований гідрологічний заказник місцевого значення Турський.

## Історія
У 1906 році хутір Хотешівської волості Ковельського повіту Волинської губернії. Відстань від повітового міста 50 верст, від волості 6. Дворів 11, мешканців 74.

## Люди
- Деркач Андрій Іванович (1978–2022) – солдат Збройних Сил України, учасник російсько-української війни. Загинув 13-го серпня 2022 р. у районі міста Соледар на Донеччині.
- Какалюк Володимир Іванович (1972-2023) – солдат Збройних Сил України, учасник російсько-української війни. Загинув 15 лютого 2023 р. в Харківській області. Похований 21 лютого 2023 року на місцевому кладовищі села Краснилівка.

## Населення
Згідно з переписом УРСР 1989 року чисельність наявного населення села становила 513 осіб, з яких 248 чоловіків та 265 жінок.
За переписом населення України 2001 року в селі мешкало 480 осіб.

### Мова
Розподіл населення за рідною мовою за даними перепису 2001 року:
| Мова       | Відсоток |
| ---------- | -------- |
| українська | 99,17 %  |
| білоруська | 0,42 %   |
| російська  | 0,42 %   |